# 아주초등학교
아주초등학교는 대한민국 경상남도 거제시에 있는 공립 초등학교이다.

## 학교 연혁
- 2024.02.08 제65회 졸업식(졸업생 수 총5,434명)
- 2023.11.28 어린이 안전승하차장 개장
- 2023.03.01 제24대 황성식 교장 취임
- 2023.02.10 제64회 졸업식(졸업생 수 총5,318명)
- 2022.02.16 제63회 졸업식(졸업생 수 총5,212명)
- 2021.12.17 방송실 구축 및 체육관 방송장비 교체
- 2021년 9월 1일 위클래스 구축(학교내 상당실)
- 2009년 3월 28일 실내체육관, 급식소 완공
- 1985년 2월 8일 병설유치원 인가
- 1974년 10월 12일 대우조선단지 건설로 현 위치 이전
- 1956년 5월 5일 아주국민학교 개교
- 1954년 4월 9일 장승포국민학교 아양분교 개교

## 참고 자료
- 아주초등학교 - 한국교육학술정보원 학교알리미